# Nakazawa Yūko Dai Isshō
Albums de Yūko Nakazawa
Dai Nishō ~Tsuyogari~
(2004)
Singles
1. Karasu no Nyōbō
Sortie : 5 août 1998
2. Odaiba Moonlight Serenade
Sortie : 2 décembre 1998

Nakazawa Yūko Dai Isshō (中澤ゆうこ 第一章, ou Issho, Isshou) est le premier album en solo de Yūko Nakazawa, sorti en 1998.

## Présentation
L'album, de genre enka, sort le 12 décembre 1998 au Japon sous le label zetima, alors que Yūko Nakazawa fait encore partie du groupe Morning Musume en parallèle. Il atteint la 59e place du classement de l'Oricon, et reste classé pendant deux semaines. Il est produit par le chanteur de enka Takao Horiuchi, qui a composé trois des titres. Il contient les quatre chansons déjà parues sur les deux singles sortis précédemment, dont deux interprétées en duo avec Gen Takayama. Six des autres titres sont des reprises de divers artistes asiatiques. Une des deux chansons inédites de l'album, Sutenaide yo, est écrite et composée par Tsunku, le producteur de Nakazawa avec Morning Musume ; l'autre, Cosmos Biyori, est composée par Horiuchi. 
Le prochain album solo de la chanteuse ne sortira que cinq ans et demi plus tard, en 2004, mais elle sortira entre-temps les cinq albums de reprises de la série Folk Songs, accompagnée de divers artistes du Hello! Project. 

## Liste des titres
1. Karasu no Nyōbō (カラスの女房?)
2. Sutenaide yo (捨てないでよ?)
3. Osaka Rhapsody (大阪ラプソディー?) (reprise de Unabara Senri Anri)
4. Koi (恋?) (reprise de Chiharu Matsuyama)
5. Tsugunai (つぐない?) (reprise de Teresa Teng)
6. Cosmos Biyori (秋桜日和?)
7. Odaiba Moonlight Serenade (お台場ムーンライトセレナーデ?) (en duo avec Gen Takayama)
8. Ame no Midōsuji (雨の御堂筋?) (reprise de OuYang FeiFei, adaptée de The Ventures)
9. Otonashibashi (音無橋?) ("face B" du single Karasu no Nyōbō)
10. Eki (駅?) (reprise de Mariya Takeuchi)
11. Etto Tsubame (越冬つばめ?) (reprise de Masako Mori)
12. Koibitotachi no Ballad (恋人たちのバラード?) (en duo avec Gen Takayama ; "face B" du single Odaiba Moonlight Serenade)